# Dinu Lazăr
Dinu Lazăr este un fotograf și operator român. Fotografiile sale, apreciate la nivel mondial, au apărut în numeroase periodice, în albume de fotografii și în alte lucrări.

## Operă
Pe lângă multe apariții în publicații din Romania si strainatate, și de un ghid despre România publicat de societatea National Geographic, fotografiile și ilustrațiile semnate de Dinu Lazăr au fost publicate și în urmatoarele lucrări:
- Bogdan Suceavă, Bătălii și mesagii, Editura LiterNet, 2005, cu grafică de Dinu Lazăr
- Dinu Lazăr (fotografii) și Ioana Scoruș (texte), Noiembrie, Editura LiterNet, 2005
- Dinu Lazăr (fotografii) și Delia Oprea (poeme), Poem pentru Vioară și Lutier, Editura LiterNet, 2003
- "Hyde Park", volum de fotografii și poezie, în colaborare cu Lorena Lupu, Editura Millennium Press, 2009.